# Znaki służb
Znaki służb, starszoharcerskie znaki służb, wędrownicze znaki służb – harcerski instrument metodyczny, zdobywany przez w Związku Harcerstwa Polskiego przez harcerzy starszych do 2003, a po zmianach w systemie metodycznym – przez wędrowników.
Znaki służb są dziedziną aktywności wybranej przez harcerzy starszych lub wędrowników (zależnie od nazwy stosowanej w różnych latach dla grupy harcerzy powyżej 15 lub 16 lat). 
Wybrany znak służby mogą zdobywać wędrownicy w zespole (np. patrolu) – istniejącym stale albo zorganizowanym specjalnie w celu zdobywania tego znaku. Zdobywanie znaku jest dobrowolne. Zespół, który chce zdobyć wybrany znak służby, wspólnie opracowuje plan realizacji próby, oparty na programie znaków służb. Przy układaniu zadań próby można korzystać z propozycji zawartych w programie wybranego znaku służby. Zadania powinny polegać na podejmowaniu działań i pełnieniu służby na rzecz innych i swojego otoczenia, np. lokalnej społeczności. Próba polega na wykonaniu zaplanowanych zadań w czasie nie dłuższym niż rok. Zamiast zadań, które okażą się niemożliwe do realizacji, zespół może wykonać inne, o podobnym stopniu trudności. Realizacje zadań zespół odnotowuje w „Karcie próby znaku służby”. 
Istnieją następujące znaki służb:
1. znak służby przyjaźni,
2. znak służby turystyce,
3. znak służby kulturze,
4. znak służby nauce,
5. znak służby zdrowiu,
6. znak służby gospodarce,
7. znak służby dziecku,
8. znak służby pamięci,
9. znak służby wspólnocie lokalnej,
10. znak służby przyrodzie.

Programy znaków służb są zatwierdzone przez Główną Kwaterę ZHP i wprowadzone w życie rozkazem Naczelnika ZHP. 
Symbolem zdobycia znaku służby jest metalowa odznaka, wykonana według wzorów zatwierdzonych przez Główną Kwaterę ZHP. Każdy znak ma odrębny symbol. Odznaki umieszcza się na mundurze zgodnie z obowiązującymi regulaminami. 
Do 2003 starszoharcerskie znaki służb definiowano jako sposób realizacji Programu harcerstwa starszego – znaki służb wskazywały praktyczne możliwości podejmowania przez harcerzy starszych konkretnych zadań w sześciu kierunkach programowych:
1. Otwarcie na świat,
2. Rozwój intelektualny i duchowy,
3. Zdrowie i kultura fizyczna,
4. Ekologia,
5. Zaangażowanie na rzecz społeczności lokalnej,
6. Samodzielność ekonomiczna młodzieży.